# Navarcostes medulla
Navarcostes medulla är en fjärilsart som beskrevs av Paul Dognin. Navarcostes medulla ingår i släktet Navarcostes och familjen tandspinnare. Inga underarter finns listade i Catalogue of Life.